# Myodocarpus lanceolatus
Myodocarpus lanceolatus är en araliaväxtart som beskrevs av Marcel Marie Maurice Dubard, René Viguier och André Guillaumin. Myodocarpus lanceolatus ingår i släktet Myodocarpus och familjen Araliaceae. Inga underarter finns listade.